# Anthony Forde
Anthony Forde (Ballingarry, 16 novembre 1993) è un calciatore irlandese, attaccante svincolato.

## Carriera

### Club
Nella stagione 2011-2012 ha giocato 6 partite in Premier League con il Wolverhampton.

### Nazionale
Ha giocato nelle nazionali giovanili irlandesi Under-19 ed Under-21.

## Palmarès

### Club

#### Competizioni nazionali
- National League: 1

Wrexham: 2022-2023